# Pisarzowice (Kamienna Góra)

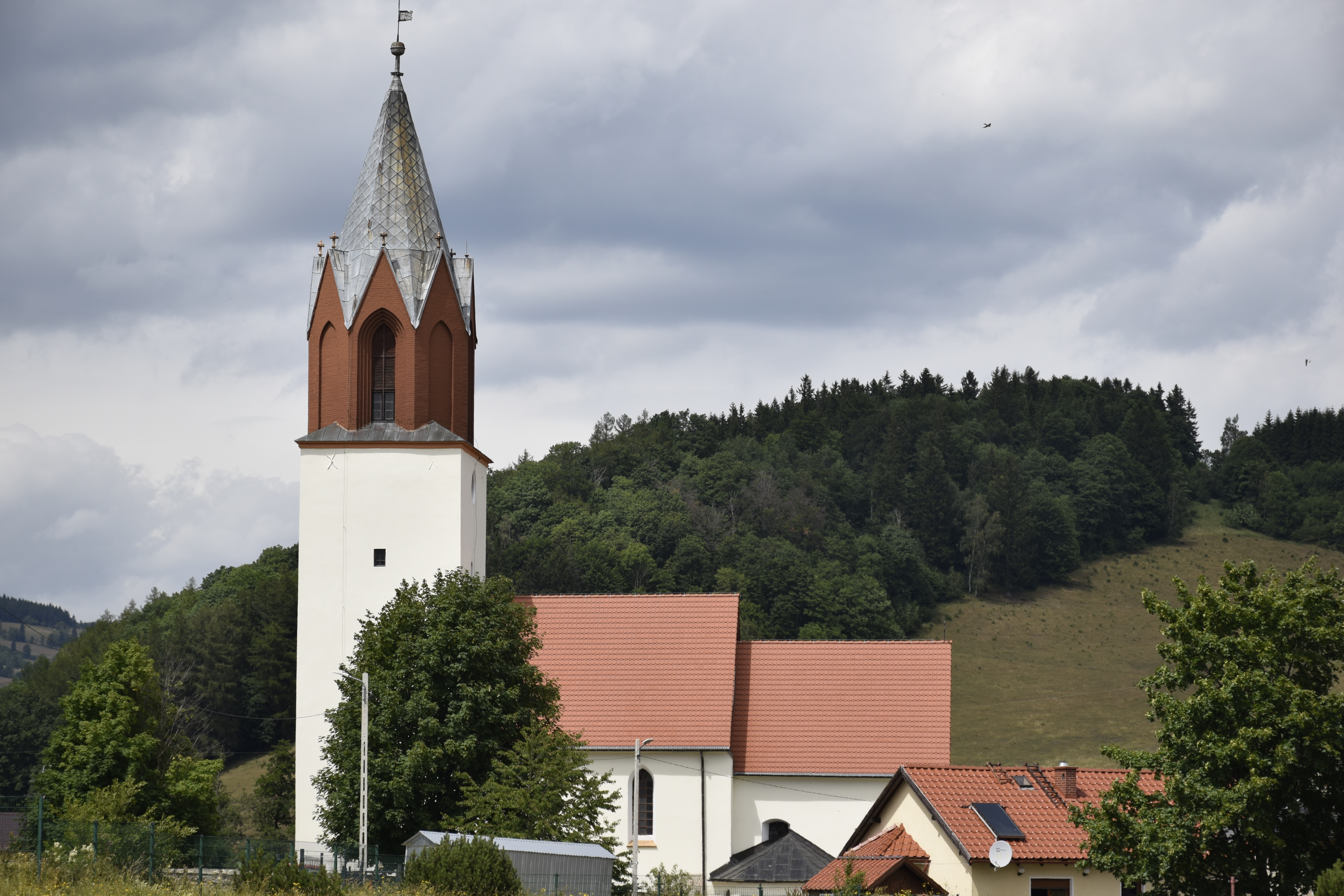
Pfarrkirche Mariä Himmelfahrt

Pisarzowice (deutsch Schreibendorf) ist ein Ortsteil der Landgemeinde Kamienna Góra (Landeshut) im Powiat Kamiennogórski der Woiwodschaft Niederschlesien in Polen. Es liegt sieben Kilometer westlich von Kamienna Góra.

## Geschichte
„Schriberdorf“, das zum Herzogtum Schweidnitz-Jauer gehörte, wurde im Jahre 1334 erstmals urkundlich erwähnt. Nach dem Tod des Herzogs Bolko II. von Schweidnitz fielen seine Herrschaftsgebiete erbrechtlich an die Krone Böhmen, wobei seiner Witwe Agnes von Habsburg bis zu ihrem Tod 1392 ein Nießbrauch zustand.
In der Reformationszeit wurde die Pfarrkirche evangelisch und am 6. Februar 1654 rekatholisiert. Niederschreibendorf gehörte zu dieser Zeit dem Protestanten Heinrich von Planitz und Oberschreibendorf dem Katholiken Christoph von Zedlitz (1630–1690).
Nach dem Ersten Schlesischen Krieg fiel Schreibendorf 1741/42 mit dem größten Teil Schlesiens an Preußen. 1845 gehörte der ganze Ort Erhard von Thilau. Schreibendorf bestand damals aus:
1. Schreibendorf: 19 Häuser, eine Erbscholtisei, ein Zollhaus, 85 evangelische Einwohner, evangelische Kirche zu Ober-Haselbach, sonst Landeshut, katholische Kirche zu Ober-Schreibendorf, ein Kretscham mit Brennerei, ein Wirtshaus, ein Böttcher, elf Leinwebstühle.
2. Nieder-Schreibendorf: 67 Häuser, ein herrschaftliches Vorwerk, eine Erbscholtisei mit Brennerei, 348 Einwohner (20 katholisch und der Rest evangelisch), katholische Kirche zu Ober-Schreibendorf, eine Ziegelei, eine Wassermühle, eine Sägemühle, zwei Wirtshäuser, neun Leinwebstühle, zehn Handwerker und drei Händler.
3. Ober-Schreibendorf: 94 Häuser, ein herrschaftliches Schloss und Vorwerk, eine Erbscholtisei mit Brennerei, 563 Einwohner (zwölf katholisch und der Rest evangelisch), eine evangelische Schule mit einem Lehrer, eine katholische Majoratskirche unter dem Patronat des Dominiums (Adjunkt der Stadtpfarrkirche von Landeshut), ein Widum und ein Pfarrhaus, eingepfarrt: Schreibendorf, Eventhal und Moritzfeld, ein altes katholisches Schulhaus mit Garten, eine herrschaftliche Brauerei und Brennerei, zwei Wassermühlen, eine Sägemühle, drei Wirtshäuser, 34 Leinwebstühle, 18 Handwerker und neun Händler.

Als Folge des Zweiten Weltkriegs fiel Schreibendorf 1945 mit fast ganz Schlesien an Polen und wurde in Pisarzowice umbenannt. Die deutsche Bevölkerung wurde, soweit sie nicht vorher geflohen war, weitgehend vertrieben. Die neu angesiedelten Bewohner waren teilweise Zwangsumgesiedelte aus Ostpolen, das an die Sowjetunion gefallen war. 1975–1998 gehörte Pisarzowice zur Woiwodschaft Jelenia Góra.

## Sehenswürdigkeiten
- Römisch-katholische Pfarrkirche Mariä Himmelfahrt